# Zbrodniczy kochankowie
Zbrodniczy kochankowie (fr. Les amants criminels) − francuski dramat kryminalny z 1999 roku w reżyserii François Ozona. W rolach głównych wystąpili Natacha Régnier, Jérémie Renier i Predrag Manojlović. Zdjęcia kręcono w departamentach Puy-de-Dôme (Clermont-Ferrand, Blanzat) i Corrèze (Neuvic, Latronche).
Fabuła skupia się na losach nastolatków Alice i Luca, którzy po dokonaniu morderstwa szukają schronienia w odludnym lesie. Tam też zostają porwani przez wiodącego ascetyczny los, lubującego się w ludzkim mięsie pustelnika. 
Światowa premiera dzieła miała miejsce 18 sierpnia 1999 we Francji. We wrześniu tego roku obraz zaprezentowano widzom międzynarodowych festiwali filmowych w Wenecji, Toronto i Montrealu. Zbrodniczy kochankowie zostali wyróżnieni nagrodami i nominacjami na pięciu innych światowych festiwalach. 
Krytycy pozytywnie ocenili film, chwaląc go za świeżość i przewrotność oraz okrzykując jako dzieło śmiałe i ekscytujące.

## Obsada
- Natacha Régnier − Alice
- Jérémie Renier − Luc
- Predrag Manojlovic − pustelnik
- Salim Kechiouche − Saïd
- Yasmine Belmadi − Karim
- Bernard Maume − profesor

## Nagrody i wyróżnienia
- 1999, Namur International Festival of French-Speaking Film:
  - nominacja do nagrody Golden Bayard w kategorii najlepszy film (Meilleur Film Francophone) (wyróżniony: François Ozon)[1]
- 1999, Sitges − Catalonian International Film Festival:
  - nominacja do nagrody dla najlepszego filmu (François Ozon)[1]
  - nagroda za najlepszy scenariusz (François Ozon)[1]
- 1999, Tokyo International Film Festival:
  - nominacja do nagrody Tokyo Grand Prix (François Ozon)[1]
- 2000, L.A. Outfest:
  - nagroda Grand Jury w kategorii wybitny zagraniczny film narracyjny (François Ozon)[1]
- 2000, Málaga International Week of Fantastic Cinema:
  - nagroda dla najlepszej aktorki (Natacha Régnier)[1]